# Гілберт Претт
Гілберт Претт (англ. Gilbert Pratt; 16 жовтня 1892, Провіденс, Род-Айленд, США — 10 грудня 1954, Лос-Анджелес, Каліфорнія, США) — американський кінорежисер, актор і сценарист.

## Життєпис
Народився в Провіденсі, штат Род-Айленд, і помер у Лос-Анджелесі, штат Каліфорнія.
З 1917 по 1936 рік Претт відзняв 87 фільмів.

## Вибрана фільмографія
- Saps at Sea (1940)
- Mud and Sand (1922)
- The Egg (1922)
- Flips and Flops (1919)
- Going! Going! Gone! (1919)
- Wanted — $5,000 (1919)
- Hear 'Em Rave (1918)
- Bees in His Bonnet (1918)
- Two Scrambled (1918)
- That's Him (1918)
- Are Crooks Dishonest? (1918)
- Sic 'Em, Towser (1918)
- The City Slicker (1918)
- Безупинне дитя (англ. The Non-Stop Kid) (1918)
- It's a Wild Life (1918)
- Beat It (1918)
- Hit Him Again (1918)
- The Lamb (1918)
- The Tip (1918)
- The Big Idea (1917)
- Move On (1917)
- We Never Sleep (1917)
- Clubs Are Trump (1917)
- Love, Laughs and Lather (1917)
- From Laramie to London (1917)
- Birds of a Feather (1917)
- Lonesome Luke Loses Patients (1917)
- Lonesome Luke's Wild Women (1917)
- Самотній Люк, посланець / Lonesome Luke, Messenger (1917)
- Stop! Luke! Listen! (1917)
- Lonesome Luke, Plumber (1917)
- Lonesome Luke's Honeymoon (1917)
- Lonesome Luke on Tin Can Alley (1917)
- Boys Will Be Girls (1937)